# '75びっくり人間登場
『'75びっくり人間登場』（ななじゅうごびっくりにんげんとうじょう）は、NET系列局（一部を除く）で放送されていたNETテレビ（現・テレビ朝日）製作のバラエティ番組である。全25回。製作局のNETテレビでは1975年1月8日から同年6月25日まで、毎週水曜 19:00 - 19:30 （日本標準時）に放送。
司会は、1975年3月までは前番組『Oh!カップルスター』からの継続出演者である湯原昌幸とゴールデン・ハーフのエバが、同年4月からはうつみ宮土理と宮脇康之（後の宮脇健）が務めていた。

## 番組に出場した超人
- 鉄人人間
- 火喰い人間
- 不死身人間
- 甲賀流忍者
- 電気人間
- ブラブラ人間
- コブラVSタイ人
- ワニとマダム
- カミソリ女
- シャボン玉人間
- 美女危機一髪
- ペッタンコじいさん
- おならに火を付ける
- ゴキブリの天ぷらを食う人

## スペシャル大会
- ちびっこ勢ぞろい（3月5日放送）
- 動物大会（3月19日放送）
- 超能力大会（4月2日放送）
- 大道芸大会（5月7日放送）

## 関西地区でのネット状況
関西地区では1975年3月30日までNET系列に属していた毎日放送ではなく、KBS京都（近畿放送＝現・京都放送）とサンテレビとテレビ和歌山で放送されていた。これは、毎日放送が同じ時間帯に大阪ガス提供の『こんばんは仁鶴です』を放送していたためである。
そして関西地区でのいわゆる腸捻転の解消により、同年3月31日からは朝日放送がNET系列局となったが、朝日放送も同じく大阪ガス提供の『霊感ヤマカン第六感』をこの時間帯に放送していた関係から本番組をネットしなかった。そのため、以後も引き続き前述の3局で放送されていた。なお、後番組の『宇宙の騎士テッカマン』やそれ以後の番組群に関しては、遅れネットではあるが朝日放送もネットしていた。